# Marco Cusin

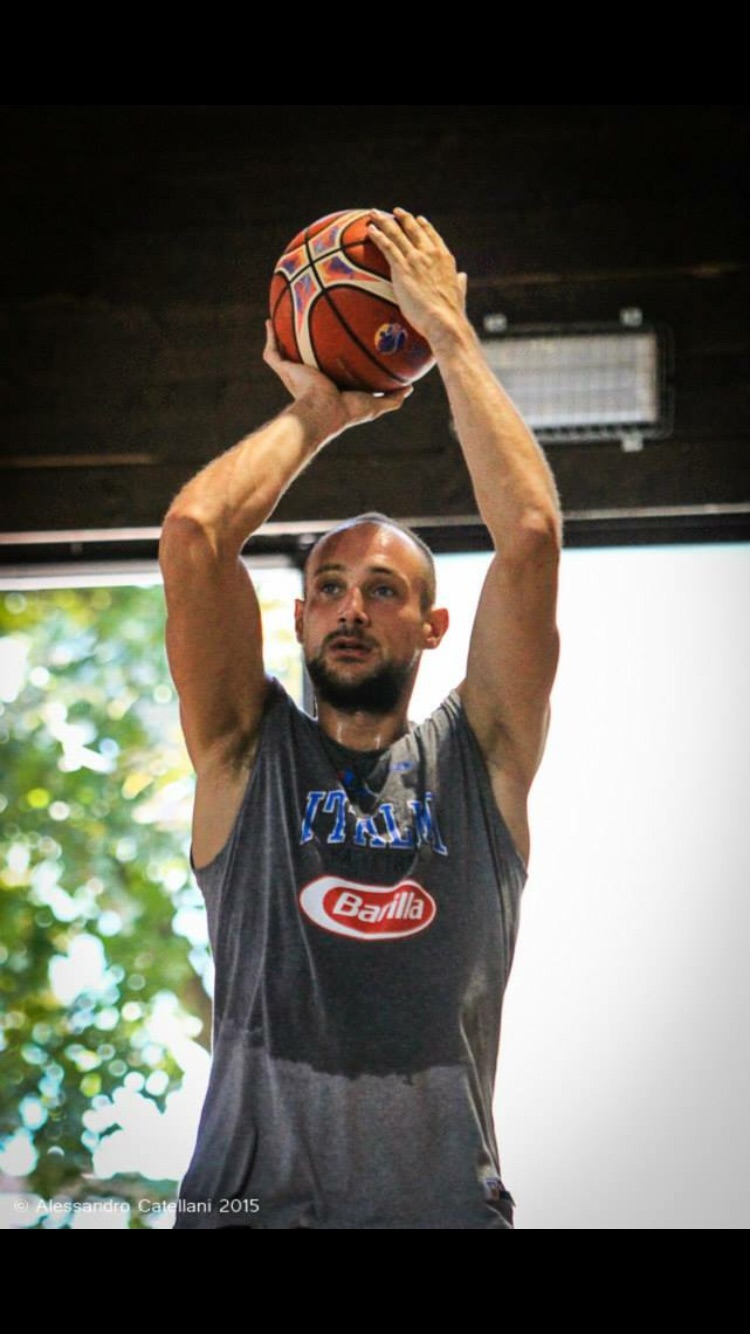
Marco Cusin nel 2015

Marco Cusin (Pordenone, 28 febbraio 1985) è un cestista italiano, di ruolo centro.

## Biografia
È nato a Pordenone il 28 febbraio 1985 ed è cresciuto nel quartiere di Torre con i genitori.

### Vita privata
Marco si è sposato il 6 luglio 2019 con la reatina Francesca Marchetti a Contigliano.

## Carriera

### Club
Cresce nella Pallacanestro Trieste, formazione con la quale ha modo di debuttare in Serie A. Poi due anni a Biella, quindi scende in Legadue dove si ritaglia un minutaggio maggiore in un'annata divisa fra B.C. Ferrara e Fabriano Basket.
Nel 2007 si trasferisce alla Basket Soresina, formazione di Legadue che conquista la promozione al termine del successivo campionato. Cusin rimane in biancazzurro per un'altra stagione, con la squadra che nel frattempo aveva spostato la propria sede sociale da Soresina a Cremona.
Nell'estate del 2010 passa invece alla Victoria Libertas Pesaro.
Il 4 luglio 2012 viene ufficializzato il suo passaggio alla Pall. Cantù. Ci rimarrà fino al 2014, ma a settembre passa in Sardegna alla Dinamo Sassari. Viene schierato però molto poco dal coach Romeo Sacchetti e decide quindi di rescindere il suo contratto quasi subito, a ottobre dello stesso anno. Fa comunque in tempo a vincere la sua seconda Supercoppa Italiana, sconfiggendo in finale l'Olimpia Milano, seppur giocando solamente 5 minuti.
Lo stesso giorno dell'addio a Sassari firma un contratto con la Vanoli Cremona, squadra con cui aveva già giocato dal 2007 al 2010 ottenendo una promozione in Serie A. Dopo due stagioni trascorse in Lombardia, il 10 giugno 2016 la società biancoblu comunica l'uscita dal contratto con Cusin e con Luca Vitali.
Il 29 giugno seguente firma un annuale con la Scandone Avellino.
Il 28 luglio 2017, Cusin firma con l'Olimpia Milano, con cui vince la supercoppa e lo scudetto.
Il 2 luglio 2018, Cusin passa all'Auxilium Torino.
Il 25 agosto 2019, firma per lo Sporting Club Juvecaserta, compagine neopromossa in A2.
Il 30 ottobre 2020, firma un contratto mensile con la Fortitudo Bologna, con possibilità di prolungarlo fino al termine della stagione. Dopo un mese viene esteso fino al termine della stagione il suo contratto con la Fortitudo.
Il 12 agosto 2024, fa ritorno nella Fortitudo Bologna come riserva del centro titolare.

### Nazionale
L'esordio in Nazionale avvenne nel luglio 2009, quando il ct Carlo Recalcati lo convoca per alcune gare amichevoli. Giocò anche le quattro gare dell'Additional qualifying round, nel quale gli azzurri non riuscirono a qualificarsi per gli Europei 2009.
Cusin è confermato in Nazionale anche dal nuovo ct Simone Pianigiani, con cui ha partecipato agli Europei 2011 in Lituania, agli Europei 2013 in Slovenia e agli Europei 2015.
Nel giugno 2016 viene convocato dal coach Messina per il torneo di Qualificazione Olimpica FIBA 2016 di Torino ma il 9 luglio la squadra italiana viene battuta in finale dalla Croazia.
Nel 2017 disputa le fasi finali dei Campionati Europei arrivando fino ai quarti di finale dove la nazionale viene battuta il 13 settembre dalla Serbia.

## Palmarès
- Campionato italiano: 1

Olimpia Milano: 2017-2018
- Supercoppa italiana: 3

Cantù: 2012
Sassari: 2014
Olimpia Milano: 2017
- Supercoppa LNP: 1

Fortitudo Bologna: 2024

## Statistiche

### Cronologia presenze e punti in Nazionale
| Cronologia completa delle presenze e dei punti in Nazionale - Italia | Cronologia completa delle presenze e dei punti in Nazionale - Italia | Cronologia completa delle presenze e dei punti in Nazionale - Italia | Cronologia completa delle presenze e dei punti in Nazionale - Italia | Cronologia completa delle presenze e dei punti in Nazionale - Italia | Cronologia completa delle presenze e dei punti in Nazionale - Italia | Cronologia completa delle presenze e dei punti in Nazionale - Italia | Cronologia completa delle presenze e dei punti in Nazionale - Italia |
| Data                                                                 | Città                                                                | In casa                                                              | Risultato                                                            | Ospiti                                                               | Competizione                                                         | Punti                                                                | Note                                                                 |
| -------------------------------------------------------------------- | -------------------------------------------------------------------- | -------------------------------------------------------------------- | -------------------------------------------------------------------- | -------------------------------------------------------------------- | -------------------------------------------------------------------- | -------------------------------------------------------------------- | -------------------------------------------------------------------- |
| 14/07/2009                                                           | Bormio                                                               | Italia                                                               | 64 - 63                                                              | Rep. Ceca                                                            | Amichevole                                                           | 1                                                                    |                                                                      |
| 17/07/2009                                                           | Bormio                                                               | Italia                                                               | 67 - 63                                                              | Senegal                                                              | Torneo amichevole                                                    | 8                                                                    |                                                                      |
| 18/07/2009                                                           | Bormio                                                               | Italia                                                               | 89 - 97                                                              | Rep. Ceca                                                            | Torneo amichevole                                                    | 4                                                                    |                                                                      |
| 26/07/2009                                                           | Trento                                                               | Italia                                                               | 88 - 70                                                              | Nuova Zelanda                                                        | Torneo amichevole                                                    | 5                                                                    |                                                                      |
| 05/08/2009                                                           | Cagliari                                                             | Italia                                                               | 77 - 80 dts                                                          | Francia                                                              | Qual. Euro 2009                                                      | 5                                                                    |                                                                      |
| 11/08/2009                                                           | Vantaa                                                               | Finlandia                                                            | 75 - 77                                                              | Italia                                                               | Qual. Euro 2009                                                      | 1                                                                    |                                                                      |
| 14/08/2009                                                           | Pau (Francia)                                                        | Francia                                                              | 81 - 61                                                              | Italia                                                               | Qual. Euro 2009                                                      | 4                                                                    |                                                                      |
| 20/08/2009                                                           | Porto San Giorgio                                                    | Italia                                                               | 89 - 95                                                              | Finlandia                                                            | Qual. Euro 2009                                                      | 0                                                                    |                                                                      |
| 13/03/2011                                                           | Assago                                                               | Italia                                                               | 90 - 88                                                              | World Stars                                                          | All Star Game                                                        | 4                                                                    |                                                                      |
| 29/07/2011                                                           | Bormio                                                               | Italia                                                               | 89 - 70                                                              | Macedonia                                                            | Torneo amichevole                                                    | 5                                                                    |                                                                      |
| 30/07/2011                                                           | Bormio                                                               | Italia                                                               | 80 - 74                                                              | Bulgaria                                                             | Torneo amichevole                                                    | 11                                                                   |                                                                      |
| 05/08/2011                                                           | Nicosia                                                              | Italia                                                               | 70 - 76                                                              | Grecia                                                               | Amichevole                                                           | 2                                                                    |                                                                      |
| 06/08/2011                                                           | Nicosia                                                              | Italia                                                               | 71 - 67                                                              | Russia                                                               | Amichevole                                                           | 3                                                                    |                                                                      |
| 07/08/2011                                                           | Nicosia                                                              | Italia                                                               | 88 - 72                                                              | Polonia                                                              | Amichevole                                                           | 2                                                                    |                                                                      |
| 12/08/2011                                                           | Rimini                                                               | Italia                                                               | 57 - 58                                                              | Bosnia ed Erzegovina                                                 | Amichevole                                                           | 0                                                                    |                                                                      |
| 13/08/2011                                                           | Rimini                                                               | Italia                                                               | 67 - 61                                                              | Polonia                                                              | Amichevole                                                           | 4                                                                    |                                                                      |
| 14/08/2011                                                           | Rimini                                                               | Italia                                                               | 82 - 73                                                              | Grecia                                                               | Amichevole                                                           | 0                                                                    |                                                                      |
| 23/08/2011                                                           | Atene                                                                | Italia                                                               | 74 - 71                                                              | Bulgaria                                                             | Torneo Acropolis 2011                                                | 2                                                                    |                                                                      |
| 24/08/2011                                                           | Atene                                                                | Italia                                                               | 102 - 63                                                             | BYU Cougars                                                          | Torneo Acropolis 2011                                                | 7                                                                    |                                                                      |
| 26/08/2011                                                           | Atene                                                                | Grecia                                                               | 81 - 82                                                              | Italia                                                               | Torneo Acropolis 2011                                                | 2                                                                    |                                                                      |
| 31/08/2011                                                           | Šiauliai                                                             | Serbia                                                               | 80 - 68                                                              | Italia                                                               | EuroBasket 2011                                                      | 2                                                                    |                                                                      |
| 01/09/2011                                                           | Šiauliai                                                             | Italia                                                               | 62 - 76                                                              | Germania                                                             | EuroBasket 2011                                                      | 2                                                                    |                                                                      |
| 02/09/2011                                                           | Šiauliai                                                             | Lettonia                                                             | 62 - 71                                                              | Italia                                                               | EuroBasket 2011                                                      | 0                                                                    |                                                                      |
| 04/09/2011                                                           | Šiauliai                                                             | Italia                                                               | 84 - 91                                                              | Francia                                                              | EuroBasket 2011                                                      | 0                                                                    |                                                                      |
| 05/09/2011                                                           | Šiauliai                                                             | Israele                                                              | 96 - 95 dts                                                          | Italia                                                               | EuroBasket 2011                                                      | 0                                                                    |                                                                      |
| 11/03/2012                                                           | Pesaro                                                               | Italia                                                               | 91 - 85                                                              | World Stars                                                          | All Star Game                                                        | 15                                                                   |                                                                      |
| 25/07/2012                                                           | Trento                                                               | Italia                                                               | 79 - 71                                                              | Finlandia                                                            | Torneo amichevole                                                    | 0                                                                    |                                                                      |
| 26/07/2012                                                           | Trento                                                               | Italia                                                               | 84 - 81                                                              | Bosnia ed Erzegovina                                                 | Torneo amichevole                                                    | 10                                                                   |                                                                      |
| 27/07/2012                                                           | Trento                                                               | Italia                                                               | 84 - 73                                                              | Montenegro                                                           | Torneo amichevole                                                    | 6                                                                    |                                                                      |
| 03/08/2012                                                           | Danzica                                                              | Italia                                                               | 87 - 85                                                              | Lettonia                                                             | Torneo amichevole                                                    | 18                                                                   |                                                                      |
| 04/08/2012                                                           | Danzica                                                              | Italia                                                               | 78 - 72                                                              | Montenegro                                                           | Torneo amichevole                                                    | 4                                                                    |                                                                      |
| 05/08/2012                                                           | Danzica                                                              | Polonia                                                              | 66 - 62                                                              | Italia                                                               | Torneo amichevole                                                    | 7                                                                    |                                                                      |
| 08/08/2012                                                           | Trieste                                                              | Italia                                                               | 78 - 70                                                              | Croazia                                                              | Amichevole                                                           | 8                                                                    |                                                                      |
| 09/08/2012                                                           | Parenzo                                                              | Croazia                                                              | 72 - 70                                                              | Italia                                                               | Amichevole                                                           | 6                                                                    |                                                                      |
| 15/08/2012                                                           | Sassari                                                              | Italia                                                               | 97 - 45                                                              | Portogallo                                                           | Qual. Euro 2013                                                      | 6                                                                    |                                                                      |
| 18/08/2012                                                           | Chomutov                                                             | Rep. Ceca                                                            | 53 - 63                                                              | Italia                                                               | Qual. Euro 2013                                                      | 4                                                                    |                                                                      |
| 21/08/2012                                                           | Sassari                                                              | Italia                                                               | 78 - 69                                                              | Turchia                                                              | Qual. Euro 2013                                                      | 6                                                                    |                                                                      |
| 24/08/2012                                                           | Minsk                                                                | Bielorussia                                                          | 63 - 84                                                              | Italia                                                               | Qual. Euro 2013                                                      | 3                                                                    |                                                                      |
| 30/08/2012                                                           | Coimbra                                                              | Portogallo                                                           | 70 - 82                                                              | Italia                                                               | Qual. Euro 2013                                                      | 5                                                                    |                                                                      |
| 02/09/2012                                                           | Trieste                                                              | Italia                                                               | 68 - 56                                                              | Rep. Ceca                                                            | Qual. Euro 2013                                                      | 7                                                                    |                                                                      |
| 08/09/2012                                                           | Trieste                                                              | Italia                                                               | 83 - 58                                                              | Bielorussia                                                          | Qual. Euro 2013                                                      | 6                                                                    |                                                                      |
| 07/08/2013                                                           | Trento                                                               | Italia                                                               | 85 - 69                                                              | Georgia                                                              | Torneo amichevole                                                    | 1                                                                    |                                                                      |
| 08/08/2013                                                           | Trento                                                               | Italia                                                               | 67 - 64                                                              | Israele                                                              | Torneo amichevole                                                    | 6                                                                    |                                                                      |
| 09/08/2013                                                           | Trento                                                               | Italia                                                               | 76 - 65                                                              | Polonia                                                              | Torneo amichevole                                                    | 8                                                                    |                                                                      |
| 17/08/2013                                                           | Anversa                                                              | Belgio                                                               | 76 - 57                                                              | Italia                                                               | Torneo amichevole                                                    | 4                                                                    |                                                                      |
| 18/08/2013                                                           | Anversa                                                              | Italia                                                               | 74 - 78                                                              | Israele                                                              | Torneo amichevole                                                    | 6                                                                    |                                                                      |
| 19/08/2013                                                           | Anversa                                                              | Italia                                                               | 79 - 82                                                              | Polonia                                                              | Torneo amichevole                                                    | 9                                                                    |                                                                      |
| 22/08/2013                                                           | Capodistria                                                          | Italia                                                               | 89 - 73                                                              | Montenegro                                                           | Torneo amichevole                                                    | 7                                                                    |                                                                      |
| 24/08/2013                                                           | Capodistria                                                          | Slovenia                                                             | 92 - 84                                                              | Italia                                                               | Torneo amichevole                                                    | 12                                                                   |                                                                      |
| 27/08/2013                                                           | Atene                                                                | Italia                                                               | 63 - 79                                                              | Lituania                                                             | Torneo Acropolis 2013                                                | 4                                                                    |                                                                      |
| 28/08/2013                                                           | Atene                                                                | Italia                                                               | 79 - 82                                                              | Bosnia ed Erzegovina                                                 | Torneo Acropolis 2013                                                | 4                                                                    |                                                                      |
| 29/08/2013                                                           | Atene                                                                | Grecia                                                               | 79 - 65                                                              | Italia                                                               | Torneo Acropolis 2013                                                | 2                                                                    |                                                                      |
| 04/09/2013                                                           | Capodistria                                                          | Russia                                                               | 69 - 76                                                              | Italia                                                               | EuroBasket 2013                                                      | 6                                                                    |                                                                      |
| 05/09/2013                                                           | Capodistria                                                          | Italia                                                               | 90 - 75                                                              | Turchia                                                              | EuroBasket 2013                                                      | 2                                                                    |                                                                      |
| 07/09/2013                                                           | Capodistria                                                          | Italia                                                               | 62 - 44                                                              | Finlandia                                                            | EuroBasket 2013                                                      | 8                                                                    |                                                                      |
| 08/09/2013                                                           | Capodistria                                                          | Grecia                                                               | 72 - 81                                                              | Italia                                                               | EuroBasket 2013                                                      | 4                                                                    |                                                                      |
| 09/09/2013                                                           | Capodistria                                                          | Svezia                                                               | 79 - 82                                                              | Italia                                                               | EuroBasket 2013                                                      | 7                                                                    |                                                                      |
| 12/09/2013                                                           | Lubiana                                                              | Slovenia                                                             | 84 - 77                                                              | Italia                                                               | EuroBasket 2013                                                      | 10                                                                   |                                                                      |
| 14/09/2013                                                           | Lubiana                                                              | Croazia                                                              | 76 - 68                                                              | Italia                                                               | EuroBasket 2013                                                      | 7                                                                    |                                                                      |
| 16/09/2013                                                           | Lubiana                                                              | Spagna                                                               | 81 - 86                                                              | Italia                                                               | EuroBasket 2013                                                      | 4                                                                    |                                                                      |
| 19/09/2013                                                           | Lubiana                                                              | Lituania                                                             | 81 - 77                                                              | Italia                                                               | EuroBasket 2013                                                      | 4                                                                    |                                                                      |
| 20/09/2013                                                           | Lubiana                                                              | Italia                                                               | 58 - 66                                                              | Ucraina                                                              | EuroBasket 2013                                                      | 0                                                                    |                                                                      |
| 21/09/2013                                                           | Lubiana                                                              | Serbia                                                               | 76 - 64                                                              | Italia                                                               | EuroBasket 2013                                                      | 8                                                                    |                                                                      |
| 18/07/2014                                                           | Sarajevo                                                             | Italia                                                               | 60 - 76                                                              | Montenegro                                                           | Torneo amichevole                                                    | 7                                                                    |                                                                      |
| 19/07/2014                                                           | Sarajevo                                                             | Bosnia ed Erzegovina                                                 | 70 - 75                                                              | Italia                                                               | Torneo amichevole                                                    | 5                                                                    |                                                                      |
| 20/07/2014                                                           | Sarajevo                                                             | Italia                                                               | 89 - 77                                                              | Bielorussia                                                          | Torneo amichevole                                                    | 0                                                                    |                                                                      |
| 25/07/2014                                                           | Skopje                                                               | Italia                                                               | 86 - 84                                                              | Montenegro                                                           | Torneo amichevole                                                    | 3                                                                    |                                                                      |
| 26/07/2014                                                           | Skopje                                                               | Macedonia                                                            | 56 - 63                                                              | Italia                                                               | Torneo amichevole                                                    | 2                                                                    |                                                                      |
| 27/07/2014                                                           | Skopje                                                               | Italia                                                               | 73 - 65                                                              | Polonia                                                              | Torneo amichevole                                                    | 5                                                                    |                                                                      |
| 03/08/2014                                                           | Trieste                                                              | Italia                                                               | 74 - 71                                                              | Canada                                                               | Torneo amichevole                                                    | 4                                                                    |                                                                      |
| 04/08/2014                                                           | Trieste                                                              | Italia                                                               | 99 - 71                                                              | Bosnia ed Erzegovina                                                 | Torneo amichevole                                                    | 4                                                                    |                                                                      |
| 05/08/2014                                                           | Trieste                                                              | Italia                                                               | 80 - 71                                                              | Serbia                                                               | Torneo amichevole                                                    | 4                                                                    |                                                                      |
| 13/08/2014                                                           | Mosca (Russia)                                                       | Russia                                                               | 63 - 65                                                              | Italia                                                               | Qual. Euro 2015                                                      | 9                                                                    |                                                                      |
| 17/08/2014                                                           | Cagliari                                                             | Italia                                                               | 90 - 60                                                              | Svizzera                                                             | Qual. Euro 2015                                                      | 6                                                                    |                                                                      |
| 24/08/2014                                                           | Cagliari                                                             | Italia                                                               | 68 - 72                                                              | Russia                                                               | Qual. Euro 2015                                                      | 12                                                                   |                                                                      |
| 27/08/2014                                                           | Bellinzona                                                           | Svizzera                                                             | 65 - 80                                                              | Italia                                                               | Qual. Euro 2015                                                      | 11                                                                   |                                                                      |
| 30/07/2015                                                           | Trento                                                               | Italia                                                               | 64 - 52                                                              | Paesi Bassi                                                          | Torneo amichevole                                                    | 3                                                                    |                                                                      |
| 31/07/2015                                                           | Trento                                                               | Italia                                                               | 64 - 54                                                              | Austria                                                              | Torneo amichevole                                                    | 3                                                                    |                                                                      |
| 01/08/2015                                                           | Trento                                                               | Italia                                                               | 68 - 69                                                              | Germania                                                             | Torneo amichevole                                                    | 1                                                                    |                                                                      |
| 14/08/2015                                                           | Tbilisi                                                              | Italia                                                               | 82 - 63                                                              | Lettonia                                                             | Torneo amichevole                                                    | 0                                                                    |                                                                      |
| 15/08/2015                                                           | Tbilisi                                                              | Italia                                                               | 85 - 61                                                              | Estonia                                                              | Torneo amichevole                                                    | 2                                                                    |                                                                      |
| 21/08/2015                                                           | Capodistria                                                          | Italia                                                               | 86 - 72                                                              | Finlandia                                                            | Torneo amichevole                                                    | 0                                                                    |                                                                      |
| 22/08/2015                                                           | Capodistria                                                          | Italia                                                               | 75 - 77                                                              | Ucraina                                                              | Torneo amichevole                                                    | 5                                                                    |                                                                      |
| 23/08/2015                                                           | Capodistria                                                          | Slovenia                                                             | 76 - 67                                                              | Italia                                                               | Torneo amichevole                                                    | 5                                                                    |                                                                      |
| 28/08/2015                                                           | Trieste                                                              | Italia                                                               | 91 - 90                                                              | Georgia                                                              | Torneo amichevole                                                    | 2                                                                    |                                                                      |
| 29/08/2015                                                           | Trieste                                                              | Italia                                                               | 90 - 69                                                              | Università statale del Michigan                                      | Torneo amichevole                                                    | 7                                                                    | [ 15 ]                                                               |
| 30/08/2015                                                           | Trieste                                                              | Italia                                                               | 68 - 63                                                              | Russia                                                               | Torneo amichevole                                                    | 0                                                                    |                                                                      |
| 05/09/2015                                                           | Berlino                                                              | Italia                                                               | 87 - 89                                                              | Turchia                                                              | EuroBasket 2015 - Fase a gironi                                      | 2                                                                    |                                                                      |
| 06/09/2015                                                           | Berlino                                                              | Italia                                                               | 71 - 64                                                              | Islanda                                                              | EuroBasket 2015 - Fase a gironi                                      | 6                                                                    |                                                                      |
| 08/09/2015                                                           | Berlino                                                              | Italia                                                               | 105 - 98                                                             | Spagna                                                               | EuroBasket 2015 - Fase a gironi                                      | 3                                                                    |                                                                      |
| 09/09/2015                                                           | Berlino                                                              | Germania                                                             | 82 - 89 dts                                                          | Italia                                                               | EuroBasket 2015 - Fase a gironi                                      | 0                                                                    |                                                                      |
| 10/09/2015                                                           | Lilla (Francia)                                                      | Italia                                                               | 82 - 101                                                             | Serbia                                                               | EuroBasket 2015 - Fase a gironi                                      | 0                                                                    |                                                                      |
| 13/09/2015                                                           | Lilla (Francia)                                                      | Italia                                                               | 82 - 52                                                              | Israele                                                              | EuroBasket 2015 - Ottavi                                             | 2                                                                    |                                                                      |
| 16/09/2015                                                           | Lilla (Francia)                                                      | Italia                                                               | 85 - 95 dts                                                          | Lituania                                                             | EuroBasket 2015 - Quarti                                             | 4                                                                    |                                                                      |
| 17/09/2015                                                           | Lilla (Francia)                                                      | Italia                                                               | 85 - 70                                                              | Rep. Ceca                                                            | EuroBasket 2015 - Finale 5º posto                                    | 4                                                                    |                                                                      |
| 17/06/2016                                                           | Trento                                                               | Italia                                                               | 78 - 48                                                              | Rep. Ceca                                                            | Torneo amichevole                                                    | 4                                                                    |                                                                      |
| 18/06/2016                                                           | Trento                                                               | Italia                                                               | 87 - 58                                                              | Cile                                                                 | Torneo amichevole                                                    | 0                                                                    |                                                                      |
| 25/06/2016                                                           | Bologna                                                              | Italia                                                               | 106 - 70                                                             | Filippine                                                            | Torneo amichevole                                                    | 4                                                                    |                                                                      |
| 26/06/2016                                                           | Bologna                                                              | Italia                                                               | 71 - 74                                                              | Canada                                                               | Torneo amichevole                                                    | 2                                                                    |                                                                      |
| 25/06/2016                                                           | Biella                                                               | Italia                                                               | 83 - 70                                                              | Porto Rico                                                           | Amichevole                                                           | 3                                                                    |                                                                      |
| 04/07/2016                                                           | Torino                                                               | Italia                                                               | 68 - 41                                                              | Tunisia                                                              |                                                                      | 4                                                                    |                                                                      |
| 05/07/2016                                                           | Torino                                                               | Italia                                                               | 67 - 60                                                              | Croazia                                                              |                                                                      | 0                                                                    |                                                                      |
| 08/07/2016                                                           | Torino                                                               | Italia                                                               | 79 - 54                                                              | Messico                                                              |                                                                      | 0                                                                    |                                                                      |
| 09/07/2016                                                           | Torino                                                               | Italia                                                               | 78 - 84 dts                                                          | Croazia                                                              |                                                                      | 2                                                                    |                                                                      |
| 29/07/2017                                                           | Trento                                                               | Italia                                                               | 96 - 36                                                              | Bielorussia                                                          | Torneo amichevole                                                    | 4                                                                    |                                                                      |
| 23/08/2017                                                           | Atene                                                                | Serbia                                                               | 73 - 65                                                              | Italia                                                               | Torneo Acropolis 2017                                                | 0                                                                    | [ 16 ]                                                               |
| 24/08/2017                                                           | Atene                                                                | Grecia                                                               | 73 - 70 dts                                                          | Italia                                                               | Torneo Acropolis 2017                                                | 0                                                                    | [ 17 ]                                                               |
| 25/08/2017                                                           | Atene                                                                | Georgia                                                              | 65 - 73                                                              | Italia                                                               | Torneo Acropolis 2017                                                | 4                                                                    | [ 18 ]                                                               |
| 31/08/2017                                                           | Tel Aviv                                                             | Israele                                                              | 48 - 69                                                              | Italia                                                               | EuroBasket 2017 - Fase a gironi                                      | 4                                                                    | [ 19 ]                                                               |
| 02/09/2017                                                           | Tel Aviv                                                             | Ucraina                                                              | 66 - 78                                                              | Italia                                                               | EuroBasket 2017 - Fase a gironi                                      | 3                                                                    | [ 20 ]                                                               |
| 03/09/2017                                                           | Tel Aviv                                                             | Lituania                                                             | 78 - 73                                                              | Italia                                                               | EuroBasket 2017 - Fase a gironi                                      | 5                                                                    | [ 21 ]                                                               |
| 05/09/2017                                                           | Tel Aviv                                                             | Germania                                                             | 61 - 55                                                              | Italia                                                               | EuroBasket 2017 - Fase a gironi                                      | 0                                                                    | [ 22 ]                                                               |
| 06/09/2017                                                           | Tel Aviv                                                             | Georgia                                                              | 69 - 71                                                              | Italia                                                               | EuroBasket 2017 - Fase a gironi                                      | 2                                                                    | [ 23 ]                                                               |
| 09/09/2017                                                           | Istanbul                                                             | Finlandia                                                            | 57 - 70                                                              | Italia                                                               | EuroBasket 2017 - Ottavi                                             | 0                                                                    | [ 24 ]                                                               |
| 13/09/2017                                                           | Istanbul                                                             | Italia                                                               | 67 - 83                                                              | Serbia                                                               | EuroBasket 2017 - Quarti                                             | 2                                                                    | [ 25 ]                                                               |
| Totale                                                               |                                                                      | Presenze                                                             | 115                                                                  |                                                                      | Punti                                                                | 472                                                                  |                                                                      |